# Berthold Strathaus
Berthold Strathaus (* 7. September 1951) ist ein ehemaliger deutscher Fußballspieler.

## Werdegang
Der Abwehrspieler Berthold Strathaus begann seine Karriere beim Paderborner Amateurverein SV Neuenbeken und wechselte später zum VfL Schlangen. Im Sommer 1976 wechselte Strathaus zurück nach Paderborn zum TuS Schloß Neuhaus, mit dem er ein Jahr später in die Verbandsliga Westfalen aufstieg und sich ein Jahr später für die neu geschaffene Oberliga Westfalen qualifizierte. Nach einer Vizemeisterschaft im Jahre 1979 wurde Strathaus mit seiner Mannschaft drei Jahre später Meister und schaffte später mit den Neuhäusern den Aufstieg in die 2. Bundesliga. Er gab sein Profidebüt am 7. August 1982 bei der 0:2-Niederlage seiner Mannschaft gegen den SV Waldhof Mannheim. Am Saisonende stieg Strathaus mit den Neuhäusern als Tabellenletzter wieder ab. Er absolvierte 14 Zweitligaspiele und blieb dabei ohne Torerfolg.